# París-Tours 1993
La París-Tours 1993 fou la 87a edició de la clàssica París-Tours. Es disputà el 3 d'octubre de 1993 i el vencedor final fou el belga Johan Museeuw de l'equip GB-MG Maglificio.
Era la novena cursa de la Copa del Món de ciclisme de 1993.

## Classificació general
|    | Ciclista                      | Equip                   | Temps      |
| -- | ----------------------------- | ----------------------- | ---------- |
| 1  | Johan Museeuw (BEL)           | GB-MG Maglificio        | 6h 34' 50" |
| 2  | Maurizio Fondriest (ITA)      | Lampre-Polti            | m. t.      |
| 3  | Oleksandr Gontxenkov (UKR)    | Lampre-Polti            | + 05"      |
| 4  | Seán Kelly (IRL)              | Festina-Lotus           | m. t.      |
| 5  | Adrie van der Poel (NED)      | Mercatone Uno-Medeghini | m. t.      |
| 6  | Alain Van Den Bossche (BEL)   | TVM-Bison Kit           | m. t.      |
| 7  | Martin van Steen (NED)        | TVM-Bison Kit           | m. t.      |
| 8  | Jean-Pierre Heynderickx (BEL) | Collstrop-Assur Carpets | m. t.      |
| 9  | Jesper Skibby (DEN)           | TVM-Bison Kit           | m. t.      |
| 10 | Fabio Baldato (ITA)           | GB-MG Maglificio        | m. t.      |